# 1931年体育
请参看：
- 1931年
- 1931年电影
- 1931年文学
- 1931年音乐
- 1931年台灣

## 大事記

### 4月至6月
- 5月16日－Twenty Grand贏得肯塔基打比冠軍。

## 棒球
- 美國職棒大聯盟世界大賽：。

## 足球
主條目：1931年足球
- 1930–31足球聯賽（英语：1930–31 Football League） – 阿森纳足球俱乐部 66分, 阿士東維拉足球會 59, 谢周三足球俱乐部 52, 朴茨茅斯足球俱乐部 49, 哈德斯菲尔德足球俱乐部 48, 德比郡足球俱乐部 46
- 1931年足總杯決賽（英语：1931 FA Cup Final） – 西布罗姆维奇足球俱乐部 2–1 伯明翰足球會，比賽地點位於温布利球场

## 賽馬
- 第56屆肯塔基打比 
  - 冠軍：Twenty Grand。